# Nonea popovii
Nonea popovii är en strävbladig växtart som beskrevs av Gusul. och Tarnavschi. Nonea popovii ingår i släktet nonneor, och familjen strävbladiga växter. Inga underarter finns listade i Catalogue of Life.